# Wachenroth
Wachenroth è un comune tedesco di 2 148 abitanti, situato nel land della Baviera.